# Mane (Alto Garona)
Mane (em occitano:  Mana) é uma comuna francesa na região administrativa da Occitânia, no departamento do Alto Garona. Estende-se por uma área de 6.59 km², com 959 habitantes, segundo o censo de 2018, com uma densidade de 150 hab/km².